# Shawn Green
Shawn David Green (Des Plaines, 10 settembre 1972) è un ex giocatore di baseball statunitense.

## Gli inizi
Nato nell'Illinois, Shawn Green ha frequentato la scuola superiore a Tustin in California. Nel 1991 venne scelto dai Toronto Blue Jays al primo giro (sedicesimo assoluto) del draft, e successivamente firmò un contratto con questa squadra.

## Leghe minori
Green ha giocato in Minor League Baseball (MiLB) in varie squadre affiliate ai Toronto Blue Jays, cominciando in singolo A avanzato nel 1992 con i Dunedin Blue Jays nella Florida State League, per salire in doppio A l'anno successivo nei Knoxville Smokies nella Southern League, ed arrivare in triplo A nel 1994 con i Syracuse Chiefs nella International League.
Nel 1994 ha avuto la seconda miglior media battuta dell'International League con .344 ed è stato il terzo assoluto per punti segnati (82); ha inoltre battuto 13 fuoricampo e ottenuto 61 punti battuti a casa (RBI).

## Major League Baseball

### Toronto Blue Jays (1993–99)
Green ha debuttato in Major League Baseball (MLB) il 28 settembre 1993. In quella stagione giocò 3 partite, mentre nella stagione successiva, il 1994, apparve in 14 partite.
Nel 1995, la sua prima stagione completa per i Blue Jays, Green ha disputato 121 partite, colpendo 15 fuoricampo e chiudendo con una media battuta di .288; ha inoltre realizzato la miglior performance per la sua squadra nella media bombardieri con .509, ed è giunto quinto nelle votazioni per il Rookie of the Year dell'American League.
Nella stagione 1996 ottenne 132 presenze, con 118 valide e 11 fuoricampo.
Chiuse l'anno successivo, 1997, con 135 presenze, 123 valide, 16 fuoricampo e 14 basi rubate.
Nel 1998 Green è divenuto il primo giocatore nella storia dei Blue Jays a colpire 30 o più fuoricampo e rubare 30 o più basi nella stessa stagione, entrando così a far parte del Club 30-30. Ha terminato tale stagione con una media battuta di .278, con 35 fuoricampo, 100 RBI e 35 basi rubate (miglior prestazione stagionale in carriera).
Nel 1999 si guadagnò non solo la sua prima convocazione per l'All-Star Game, la partita delle stelle, ma anche la possibilità di competere nell'Home Run Derby al Fenway Park. Ha terminato la stagione con una media battuta di.309 (la miglior in carriera), 42 fuoricampo (quinto in American League), 134 punti (secondo in American League e primato personale), 123 RBI, una media bombardieri di .588 (quinto in American League), 45 doppi (primo in American League), 87 valide extra base (primo in American League) e 361 basi totali (primo in American League); tali risultati offensivi lo hanno portato ad essere insignito del Silver Slugger Award. Anche dal punto di vista difensivo è stata un'ottima stagione per Green, il quale ha vinto il Guanto d'oro.
L'8 novembre 1999 venne ceduto insieme a Jorge Nuñez ai Los Angeles Dodgers, in cambio di Pedro Borbón Jr. e Raúl Mondesí che passarono ai Blue Jays.

### Los Angeles Dodgers (2000–04)
Nella prima stagione con i Dodgers (2000), Green è stato primo in American League come numero di partite giocate (162), quinto nei doppi (44) e terzo nella sua squadra per punti segnati con 99. La sua media battuta fu di .269 accompagnata da 24 fuoricampo.
L'anno successivo, il 2001, fu per Green uno dei migliori della sua carriera: ebbe una media battuta di. 297, una media bombardieri di .598 (la migliore in carriera), 121 punti segnati (settimo in National League), 125 RBI (primato personae), 370 basi totali (quinto in National League) e 20 basi rubate; nelle votazione per l'MVP di lega arrivò sesto.
Il 23 maggio 2002 contro i Milwaukee Brewers, colpendo 4 fuoricampo, ha ottenuto un totale basi di 19, stabilendo il record per la Major League in una singola partita. Questo primato è stato pareggiato 23 anni dopo da Nick Kurtz. Il giorno successivo, realizzando un ulteriore fuoricampo, ha pareggiato il record di numero di fuoricampo in due partite consecutive con 5, e aggiungendone altri due il giorno dopo, ha stabilito il nuovo record per la Major League con 7 fuoricampo in tre partite consecutive. Ha partecipato all'All-Star Game, e ha concluso la stagione con una media battuta di .285, una percentuale di arrivo in base (OBP) pari a .385 (la migliore in carriera), 42 fuoricampo (terzo in National League), 114 punti battuti a casa (quarto in National League), 93 basi per ball (primato personale), 22 basi intenzionali (quinto in Major League) e 8 basi rubate. Nelle votazioni per l'MVP è arrivato quinto.
Nel 2003 Green ha avuto una media battuta di .280, con 19 fuoricampo e 85 RBI; ha realizzato ben 49 doppi (secondo in National League), sua migliore prestazione stagionale in carriera.
L'anno dopo, il 2004, durante il quale giocò principalmente in prima base, si chiuse con una media battuta di .266, accompagnata da 28 fuoricampo e 86 RBI, il che contribuì a portare i Dodgers ai playoff. Nella post-season, in sole 16 apparizioni sul piatto, ha realizzato ben 3 fuoricampo.
Green fu ceduto agli Arizona Diamondbacks l'11 gennaio 2005 in cambio del ricevitore Dioner Navarro e altri tre giocatori delle minor.

### Arizona Diamondbacks (2005–06)
Nel 2005 Green ha ottenuto una media battuta pari a .286, una media arrivi in base di .355 e una media bombardieri di .477.
Il 22 agosto 2006, Green è stato ceduto ai New York Mets, in cambio del lanciatore ventitreenne, militante in Triplo A, Evan MacLane..

### New York Mets (2006–07)
La stagione 2006 è stata, dal punto di vista offensivo, una delle peggiori nella sua decennale carriera. Ha colpito solamente 15 fuoricampo, con 66 RBI, 4 basi rubate, una media bombardieri di .432 e una media battuta di .277.
Il 25 settembre 2007 realizzò la valida numero 2000 della sua carriera. Chiuse la stagione con una media battuta di .291, con 10 fuoricampo e 46 RBI.

### Ritiro
Dopo la stagione 2007, Green è divenuto free agent. Ha scelto di ritirarsi prima dell'inizio della stagione 2008 e ha confermato la sua decisione il 28 febbraio 2008.

### Premi e riconoscimenti
- Membro del Club 30-30 (1998)[3]
- 2 convocazioni all'All-Star Game (1999, 2002)
- 1° dell'American League nel totale basi (1999)
- 1° dell'American League nei doppi (1999)
- 1 Gold Glove Award dell'American League (1999)
- 1 Silver Slugger Award dell'American League (1999)
- 4 fuoricampo in una partita (23 maggio 2002)[7]
- Detentore del record del totale basi in una sola partita, con 19 (23 maggio 2002)[6]
- Stagioni con almeno 20 fuoricampo: 7 (1998–2002, 2004, 2005)
- Stagioni con almeno 30 fuoricampo: 4 (1998, 1999, 2001, 2002)
- Stagioni con almeno 40 fuoricampo: 3 (1999, 2001, 2002)
- Stagioni con almeno 100 RBI: 4 (1998, 1999, 2001, 2002)
- Stagioni con almeno 100 punti segnati: 4 (1998, 1999, 2001, 2002)
- Unico giocatore della MLB ad aver segnato 7 fuoricampo in 3 partite (23 maggio (4), 24 maggio (1), 25 maggio (2), nel 2002)[10]
- 2000ma valida (25 settembre 2007)[13]

### Statistiche carriera
| Statistiche totali |             |             |      |      |      |      |     |    |     |      |     |    |     |      |      |      |      |
|                    |             |             | g    | AB   | R    | H    | 2B  | 3B | HR  | RBI  | SB  | CS | BB  | SO   | BA   | OBP  | SLG  |
| Totali             | 15 stagioni | 15 stagioni | 1951 | 7082 | 1129 | 2003 | 445 | 35 | 328 | 1070 | 162 | 52 | 744 | 1315 | .283 | .355 | .494 |

### Stipendio
- 1993 Toronto Blue Jays   $109.000
- 1994 Toronto Blue Jays   $109.000
- 1995 Toronto Blue Jays   $130.000
- 1996 Toronto Blue Jays   $287.500
- 1997 Toronto Blue Jays   $500.000
- 1998 Toronto Blue Jays   $1.475.000
- 1999 Toronto Blue Jays   $3.125.000
- 2000 L.A. Dodgers $9.416.667
- 2001 L.A. Dodgers $12.166.667
- 2002 L.A. Dodgers $13.416.667
- 2003 L.A. Dodgers $15.666.667
- 2004 L.A. Dodgers $16.666.667
- 2005 Arizona Diamondbacks $7.833.333
- 2006 Arizona Diamondbacks $10.213.898
- 2007 N.Y. Mets  $9.500.000

## Filmografia
- The Nick Cannon Show - serie TV, episodio 1x11 (2002) - sé stesso
- The Core, regia di Jon Amiel (2003) - sé stesso
- Numb3rs - serie TV (2005)

## Vita personale
Shawn Green risiede attualmente ad Irvine nella Contea di Orange (California). Green e sua moglie hanno due figlie, Taylor e Chandler Rose.